# Pietro Adonnino
Pietro Adonnino (n. 6 noiembrie 1929, Roma, Regatul Italiei – d. 22 martie 2013, Roma, Italia) a fost un politician creștin-democrat italian și europarlamentar din partea Italiei. 